# The Masked Singer (Vereinigtes Königreich)/Staffel 4
Die vierte Staffel der britischen Musikshow The Masked Singer wurde vom 1. Januar bis zum 18. Februar 2023 auf ITV ausgestrahlt. Moderiert wurde sie von Joel Dommett. Das Rateteam bestand neben mehreren Gastjuroren aus dem Komiker Mo Gilligan, der Moderatorin Davina McCall, der Sängerin Rita Ora und dem Moderator Jonathan Ross. Sieger der vierten Staffel wurde Charlie Simpson als Rhino.

## Rateteam
| Folge | Ständige Mitglieder | Ständige Mitglieder | Ständige Mitglieder | Ständige Mitglieder | Gastmitglied    |
| ----- | ------------------- | ------------------- | ------------------- | ------------------- | --------------- |
| 1     | Mo Gilligan         | Davina McCall       | Rita Ora            | Jonathan Ross       | —               |
| 2     | Mo Gilligan         | Davina McCall       | Rita Ora            | Jonathan Ross       | —               |
| 3     | Mo Gilligan         | Davina McCall       | Rita Ora            | Jonathan Ross       | —               |
| 4     | Mo Gilligan         | Davina McCall       | Rita Ora            | Jonathan Ross       | —               |
| 5     | Mo Gilligan         | Davina McCall       | Rita Ora            | Jonathan Ross       | —               |
| 6     | Mo Gilligan         | Davina McCall       | Rita Ora            | Jonathan Ross       | Stephen Mulhern |
| 7     | Mo Gilligan         | Davina McCall       | Rita Ora            | Jonathan Ross       | Peter Crouch    |
| 8     | Mo Gilligan         | Davina McCall       | Rita Ora            | Jonathan Ross       | Lee Mack        |

## Teilnehmer
| Platz | Kostüm                        | Person                     | Bekannt als                            | Aus in Folge | Quelle |
| ----- | ----------------------------- | -------------------------- | -------------------------------------- | ------------ | ------ |
| 1     | Rhino (Nashorn)               | Charlie Simpson            | Musiker                                | 8            | [ 5 ]  |
| 2     | Phoenix (Phönix)              | Ricky Wilson               | Sänger                                 | 8            | [ 6 ]  |
| 3     | Fawn (Rehkitz)                | Natalie Appleton           | Sängerin                               | 8            | [ 7 ]  |
| 4     | Jellyfish (Qualle)            | Amber Riley                | Sängerin, Schauspielerin               | 7            | [ 8 ]  |
| 5     | Jacket Potato (Backkartoffel) | Richie Sambora             | Musiker                                | 7            | [ 9 ]  |
| 6     | Otter                         | Daisy May Cooper           | Drehbuchautorin, Schauspielerin        | 6            | [ 10 ] |
| 7     | Knitting (Strickzeug)         | Claire Richards            | Sängerin                               | 6            | [ 11 ] |
| 8     | Pigeon (Taube)                | Katherine Ryan             | Komikerin, Moderatorin, Schauspielerin | 5            | [ 12 ] |
| 9     | Rubbish (Abfall)              | Stephen Hendry             | Snookerspieler                         | 4            | [ 13 ] |
| 10    | Cat & Mouse (Katz & Maus)     | Martin Kemp & Shirlie Kemp | Musiker, Schauspieler; Sängerin        | 3            | [ 14 ] |
| 11    | Piece of Cake (Kuchenstück)   | Lulu                       | Sängerin, Schauspielerin               | 2            | [ 15 ] |
| 12    | Ghost (Geist)                 | Chris Kamara               | Fußballspieler                         | 1            | [ 16 ] |

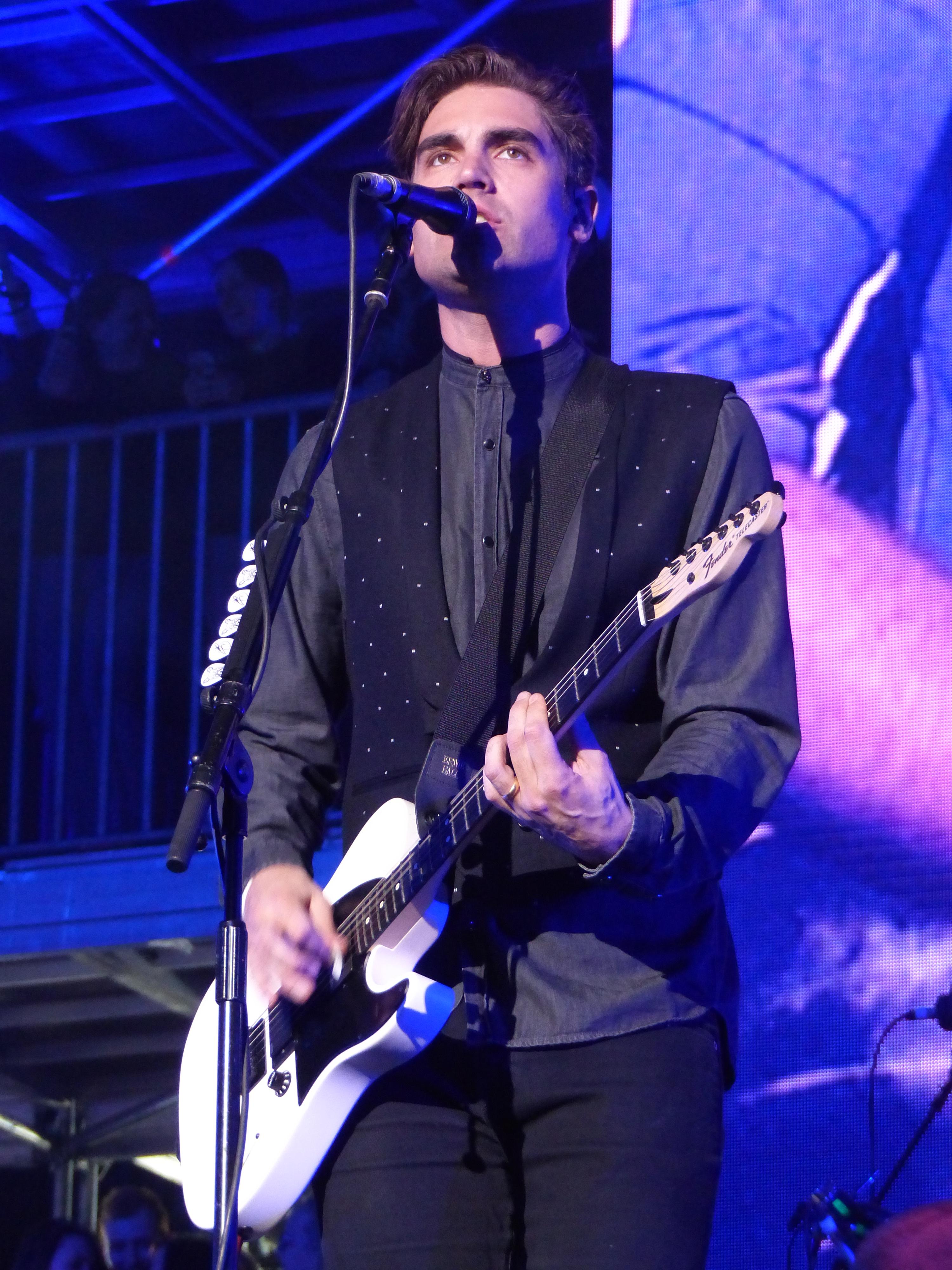
Charlie Simpson, Sieger der vierten Staffel

Riley nahm bereits 2022 an der achten Staffel der US-amerikanischen Version von The Masked Singer als Harp teil, in der sie als Siegerin hervorging.

## Folgen
|   | Kostüm      | Lied, Originalinterpret                                              | Ergebnis      |
| - | ----------- | -------------------------------------------------------------------- | ------------- |
| 1 | Knitting    | Remember – Becky Hill & David Guetta                                 | Vielleicht    |
| 2 | Jellyfish   | Sweet Child o’ Mine – Guns n’ Roses                                  | Gewonnen      |
|   |             |                                                                      |               |
| 3 | Otter       | I’m Always Here – Jimi Jamison                                       | Gewonnen      |
| 4 | Ghost       | Save the Last Dance for Me – The Drifters                            | Ausgeschieden |
|   |             |                                                                      |               |
| 5 | Cat & Mouse | Anything You Can Do (I Can Do Better) – Ethel Merman & Ray Middleton | Vielleicht    |
| 6 | Phoenix     | Get Lucky – Daft Punk feat. Pharrell Williams & Nile Rodgers         | Gewonnen      |

|   | Kostüm        | Lied, Originalinterpret                | Ergebnis      |
| - | ------------- | -------------------------------------- | ------------- |
| 1 | Jacket Potato | Viva Las Vegas – Elvis Presley         | Vielleicht    |
| 2 | Fawn          | Beauty and the Beast – Angela Lansbury | Gewonnen      |
|   |               |                                        |               |
| 3 | Rubbish       | Let Me Entertain You – Robbie Williams | Vielleicht    |
| 4 | Pigeon        | No Scrubs – TLC                        | Gewonnen      |
|   |               |                                        |               |
| 5 | Piece of Cake | Shivers – Ed Sheeran                   | Ausgeschieden |
| 6 | Rhino         | Chasing Cars – Snow Patrol             | Gewonnen      |

|          | Kostüm                   | Lied, Originalinterpret                                            | Ergebnis      |
| -------- | ------------------------ | ------------------------------------------------------------------ | ------------- |
|          | Übrige Gruppenteilnehmer | About Damn Time – Lizzo                                            | —             |
|          |                          |                                                                    |               |
| 1        | Jellyfish                | Take Me to Church – Hozier                                         | Gewonnen      |
| 2        | Cat & Mouse              | Get Happy – Ruth Etting                                            | Vielleicht    |
| 3        | Phoenix                  | Loco in Acapulco – The Four Tops                                   | Gewonnen      |
| 4        | Otter                    | Reflection – Lea Salonga                                           | Gewonnen      |
| 5        | Knitting                 | No More Tears (Enough Is Enough) – Barbra Streisand & Donna Summer | Vielleicht    |
| Sing-Off |                          |                                                                    |               |
| 6        | Cat & Mouse              | There’s Nothing Holdin’ Me Back – Shawn Mendes                     | Ausgeschieden |
| 7        | Knitting                 | Memory – Elaine Paige                                              | Gewonnen      |

|          | Kostüm                   | Lied, Originalinterpret                 | Ergebnis      |
| -------- | ------------------------ | --------------------------------------- | ------------- |
|          | Übrige Gruppenteilnehmer | Viva la Vida – Coldplay                 | —             |
|          |                          |                                         |               |
| 1        | Rubbish                  | Ruby – Kaiser Chiefs                    | Vielleicht    |
| 2        | Fawn                     | Into the Groove – Madonna               | Gewonnen      |
| 3        | Rhino                    | Try – Pink                              | Gewonnen      |
| 4        | Pigeon                   | Yeah – Usher feat. Lil Jon & Ludacris   | Gewonnen      |
| 5        | Jacket Potato            | Hallelujah – Leonard Cohen              | Vielleicht    |
| Sing-Off |                          |                                         |               |
| 6        | Rubbish                  | My Old Man’s a Dustman – Lonnie Donegan | Ausgeschieden |
| 7        | Jacket Potato            | Brass in Pocket – The Pretenders        | Gewonnen      |

|   | Kostüm        | Lied, Originalinterpret                                                       | Ergebnis      |
| - | ------------- | ----------------------------------------------------------------------------- | ------------- |
| 1 | Phoenix       | I’m Still Standing – Elton John                                               | Gewonnen      |
| 2 | Jellyfish     | Leave a Light On – Tom Walker                                                 | Gewonnen      |
| 3 | Otter         | 9 to 5 – Dolly Parton                                                         | Gewonnen      |
| 4 | Jacket Potato | Smooth – Santana feat. Rob Thomas                                             | Vielleicht    |
| 5 | Knitting      | Secret Love Song – Little Mix feat. Jason Derulo                              | Gewonnen      |
| 6 | Fawn          | Ironic – Alanis Morissette                                                    | Gewonnen      |
| 7 | Pigeon        | Fight for This Love – Cheryl Cole                                             | Ausgeschieden |
| 8 | Rhino         | I Just Can’t Wait to Be King – Jason Weaver & Rowan Atkinson & Laura Williams | Gewonnen      |

|   | Kostüm        | Lied, Originalinterpret             | Ergebnis      |
| - | ------------- | ----------------------------------- | ------------- |
| 1 | Fawn          | Changing – Sigma feat. Paloma Faith | Vielleicht    |
| 2 | Knitting      | Left Outside Alone – Anastacia      | Ausgeschieden |
| 3 | Otter         | Cheerleader – Omi                   | Ausgeschieden |
| 4 | Jellyfish     | Alone – i-Ten                       | Gewonnen      |
| 5 | Rhino         | Into You – Ariana Grande            | Gewonnen      |
| 6 | Jacket Potato | Go Your Own Way – Fleetwood Mac     | Gewonnen      |
| 7 | Phoenix       | It’s Not Unusual – Tom Jones        | Gewonnen      |

|                   | Kostüm        | Lied, Originalinterpret                    | Ergebnis      |
| ----------------- | ------------- | ------------------------------------------ | ------------- |
| 1                 | Jellyfish     | You Give Love a Bad Name – Bon Jovi        | Gewonnen      |
| 2                 | Jacket Potato | Love Me Again – John Newman                | Ausgeschieden |
| 3                 | Fawn          | Tomorrow – Andrea McArdle                  | Gewonnen      |
| 4                 | Phoenix       | Can’t Take My Eyes Off You – Frankie Valli | Gewonnen      |
| 5                 | Rhino         | Little Bit of Love – Tom Grennan           | Gewonnen      |
| Zweiter Durchgang |               |                                            |               |
| 6                 | Jellyfish     | Without You – David Guetta feat. Usher     | Ausgeschieden |
| 7                 | Fawn          | Be the One – Dua Lipa                      | Gewonnen      |
| 8                 | Phoenix       | Grace Kelly – Mika                         | Gewonnen      |
| 9                 | Rhino         | Use Somebody – Kings of Leon               | Gewonnen      |

|                   | Kostüm                 | Lied, Originalinterpret                                      | Ergebnis      |
| ----------------- | ---------------------- | ------------------------------------------------------------ | ------------- |
|                   | Alle Staffelteilnehmer | Heroes (We Could Be) – Alesso feat. Tove Lo                  | —             |
|                   |                        |                                                              |               |
| 1                 | Rhino                  | Before You Go – Lewis Capaldi                                | —             |
| 2                 | Fawn                   | Hopelessly Devoted to You – Olivia Newton-John               | —             |
| 3                 | Phoenix                | ¿Quién será? – Pablo Beltrán Ruiz                            | —             |
| Zweiter Durchgang |                        |                                                              |               |
| 4                 | Rhino & Harlequin      | Beneath Your Beautiful – Labrinth feat. Emeli Sandé          | Gewonnen      |
| 5                 | Fawn & Traffic Cone    | When She Loved Me – Sarah McLachlan                          | Dritter Platz |
| 6                 | Phoenix & Fox          | Don’t Go Breaking My Heart – Elton John & Kiki Dee           | Gewonnen      |
| Dritter Durchgang |                        |                                                              |               |
| 7                 | Rhino                  | Try – Pink                                                   | Gewinner      |
| 8                 | Phoenix                | Get Lucky – Daft Punk feat. Pharrell Williams & Nile Rodgers | Zweiter Platz |